# Ehegatten-Sarkophag von Cerveteri (Villa Giulia)

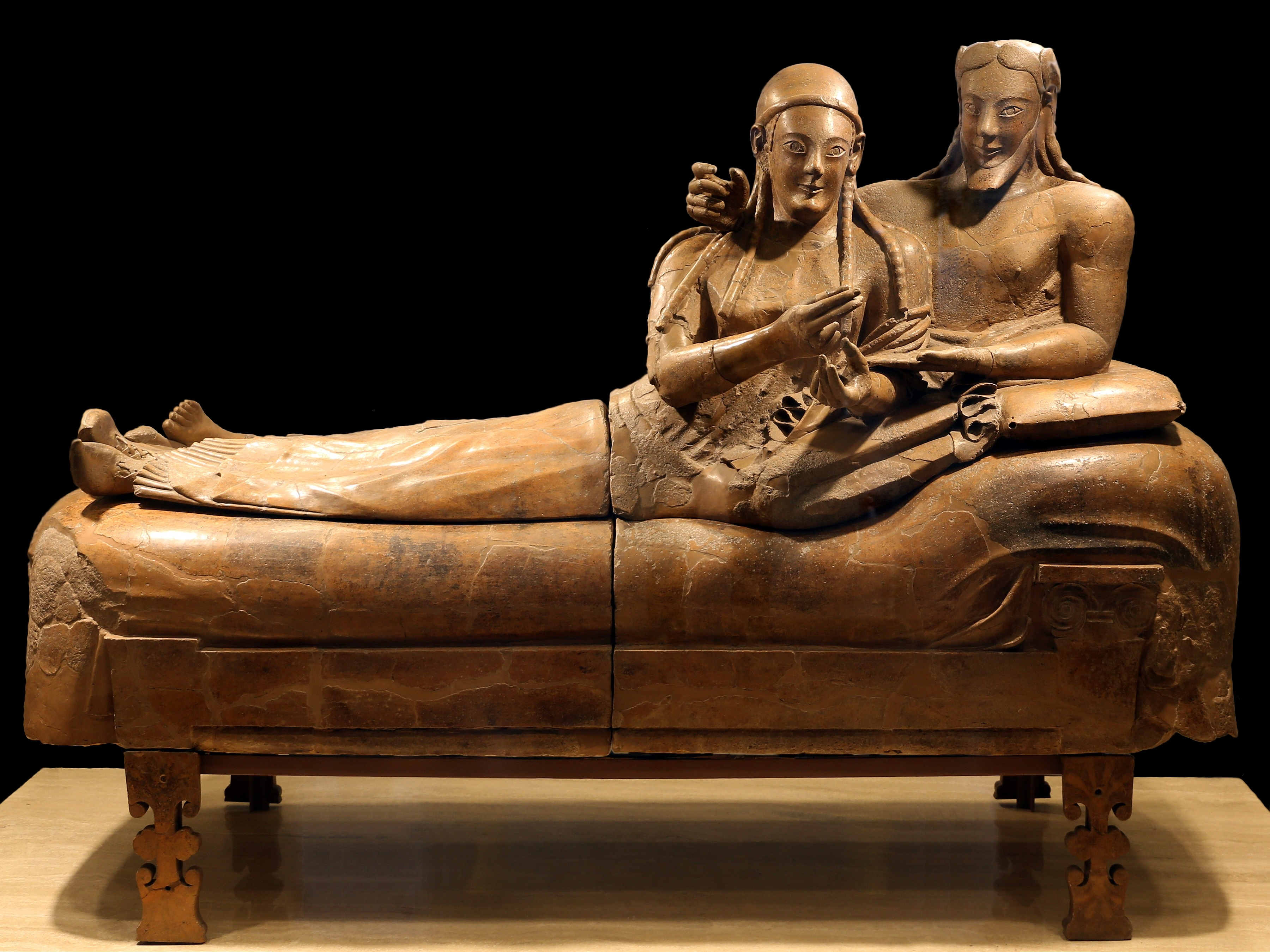
Ehegatten-Sarkophag von Cerveteri in der Villa Giulia in Rom

Der Ehegatten-Sarkophag von Cerveteri (italienisch Sarcofago degli sposi) ist ein etruskisches Artefakt aus dem späten 6. Jahrhundert v. Chr. und gilt als eines der bedeutendsten Kunstwerke der etruskischen Sepulkralkultur. Der Sarkophag wurde in der Banditaccia-Nekropole von Cerveteri gefunden und wird heute im Museo Nazionale Etrusco di Villa Giulia in Rom aufbewahrt. Es gibt noch einen weiteren Ehegatten-Sarkophag aus Cerveteri, der ebenfalls aus Banditaccia-Nekropole stammt und heute im Louvre in Paris zu sehen ist.

## Beschreibung

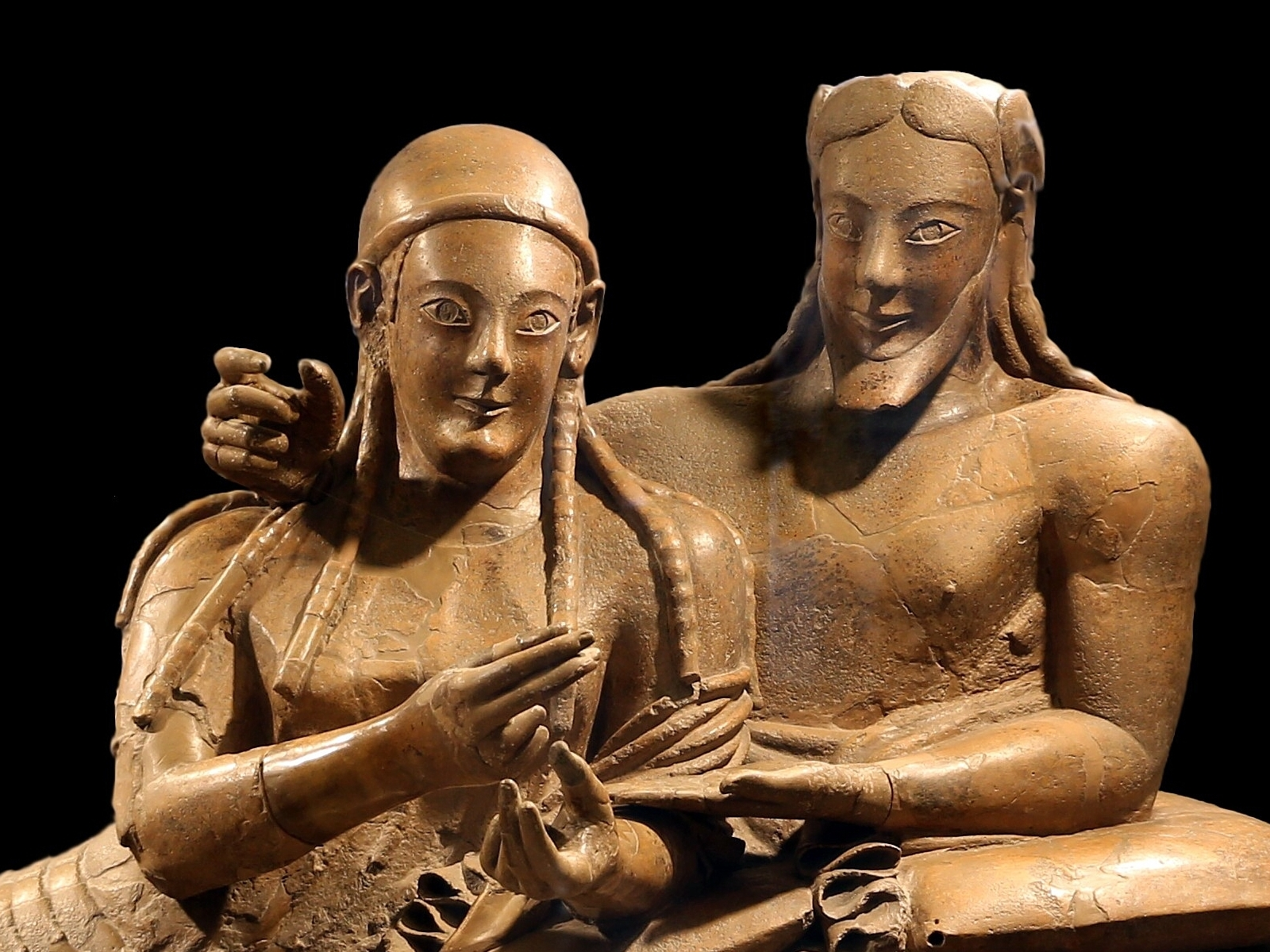
Detail mit der Darstellung der Ehegatten

Der Sarkophag ist 1,4 m hoch und 2,0 m lang und besteht aus Terrakotta. Er wurde aus vier einzeln gegossenen und gebrannten Teilen hergestellt. Farbreste zeigen, dass der Sarkophag früher bunt bemalt war. Im Lauf der Jahrhunderte zerbrach der Sarkophag in eine Vielzahl von Einzelteilen und musste aus etwa vierhundert Fragmenten wieder zusammengesetzt werden.
Dargestellt ist offenbar ein Ehepaar, das gemeinsam auf einer Kline liegt. Das Paar hat die Beine ausgestreckt und lehnt auf einem Polster. Der Mann hat seinen Arm in vertrauter Pose um die Schulter der Frau gelegt. Die Ehepartner vermitteln gegenseitige Zuneigung, aber sie sind nicht einander zugewandt, sondern richten sich frontal dem Betrachter zu, als würden sie die Rolle von Gastgebern wahrnehmen. Die Oberkörper der Figuren sind plastisch ausgearbeitet, die Beine dagegen sind reliefartig abgeflacht dargestellt.
Beide Figuren zeichnen sich durch einen kräftigen Körperbau mit verhältnismäßig breiten Schultern aus. Der Mann trägt einen gepflegten Bart, sein Oberkörper ist unbekleidet. Die Frau ist dagegen in einen Mantel gehüllt. Dazu trägt sie an den Füßen spitze Schnabelschuhe und auf dem Kopf einen Tutulus, eine traditionelle etruskische Kopfbedeckung. Beide tragen lange, kunstvoll geflochtene Haare. Die Gesichter sind großflächig, die mandelförmigen Augen, Nase und Lippen von knappem, scharfem Umriss. Die Gesichtszüge sind zart und zeigen ein archaisches Lächeln. 

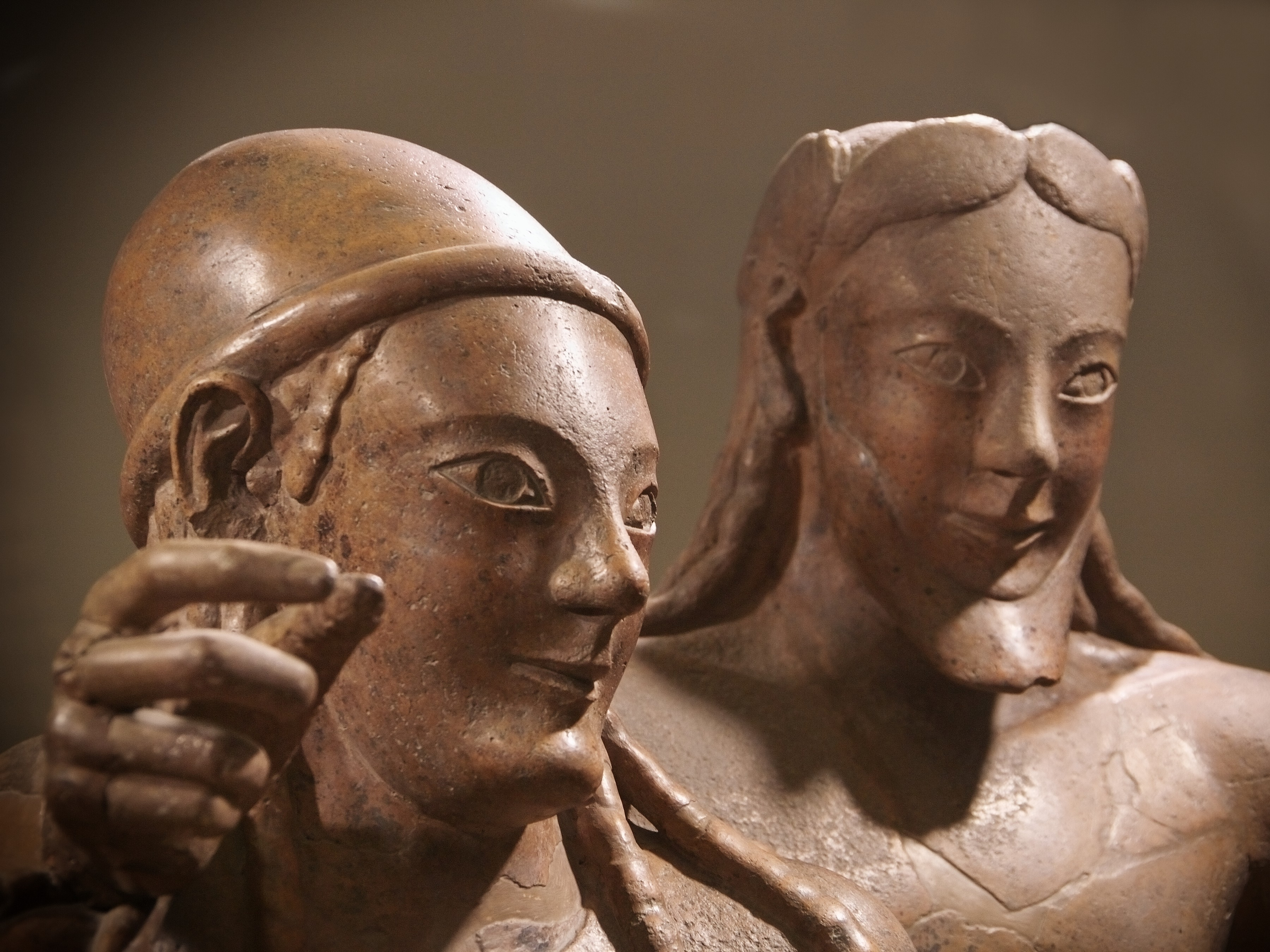
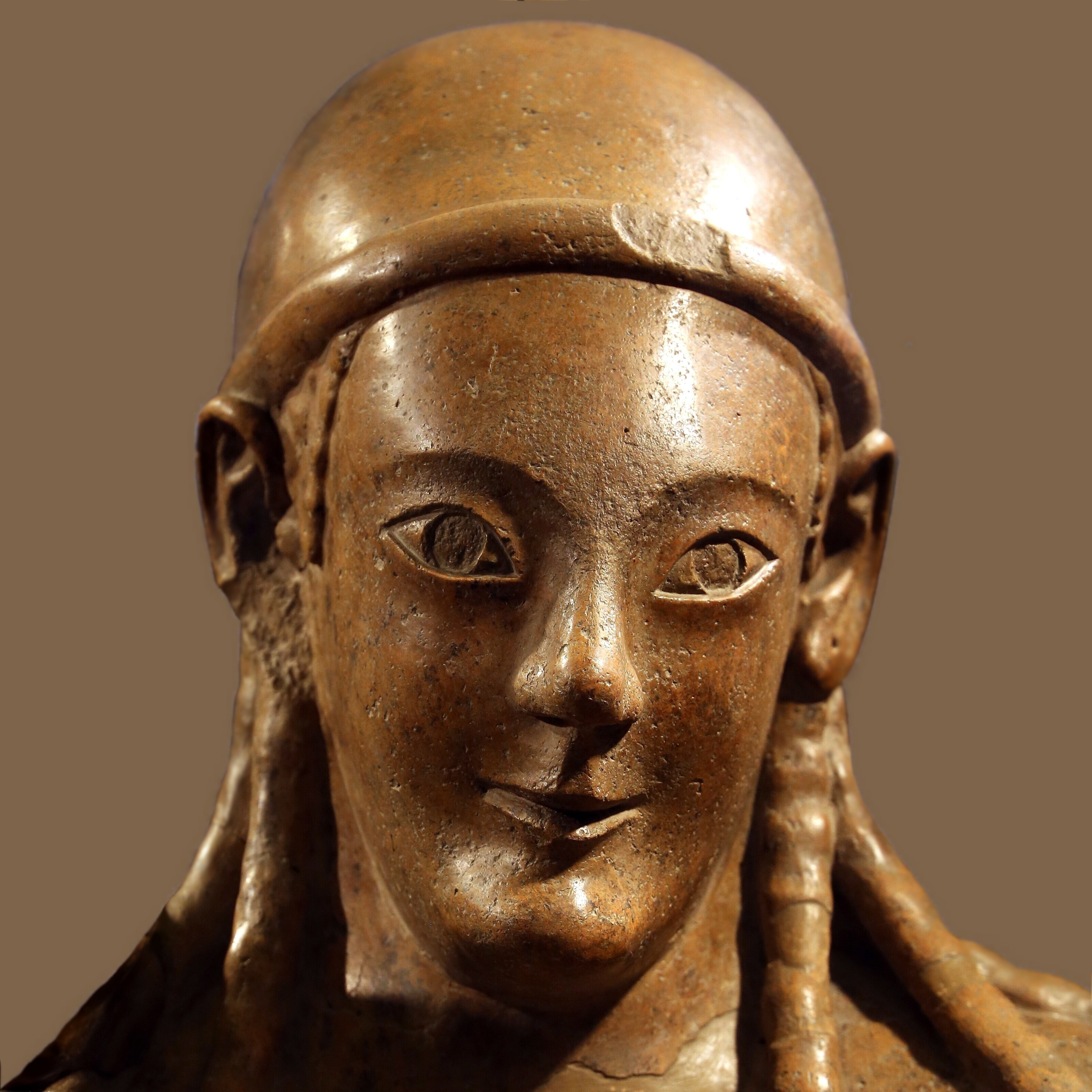
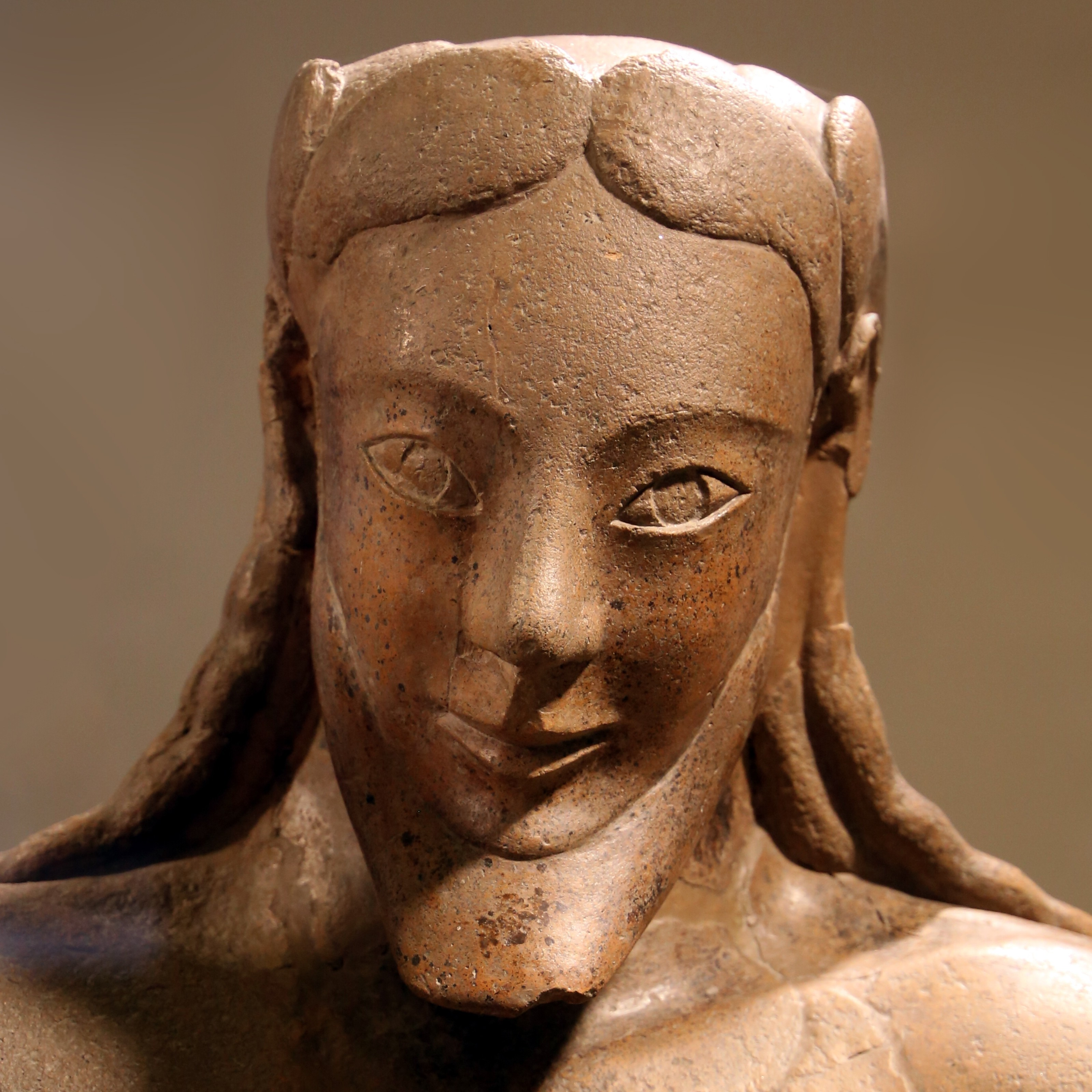
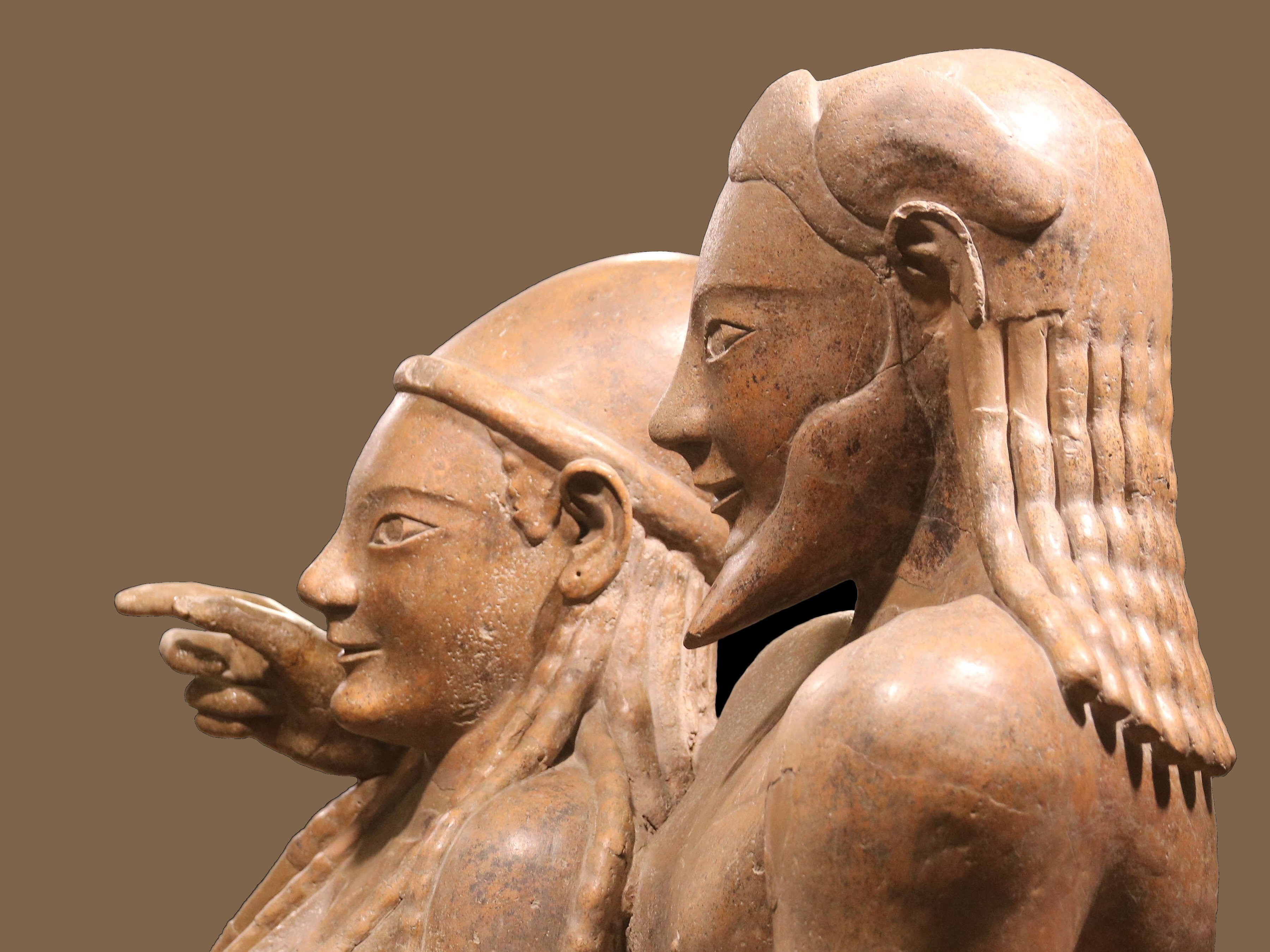

## Fundort

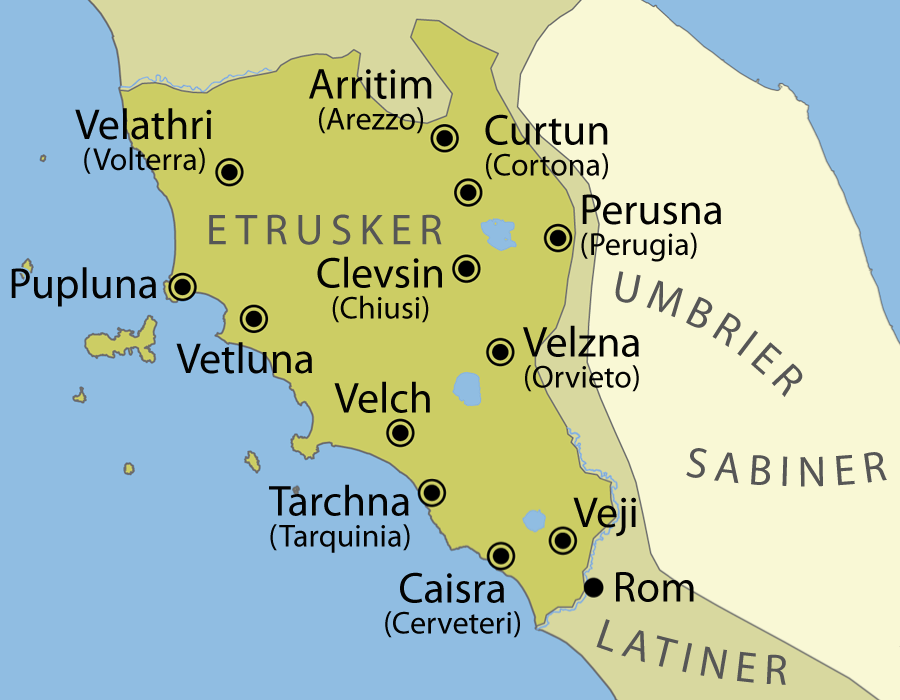
Etruskisches Siedlungs- und Einflussgebiet

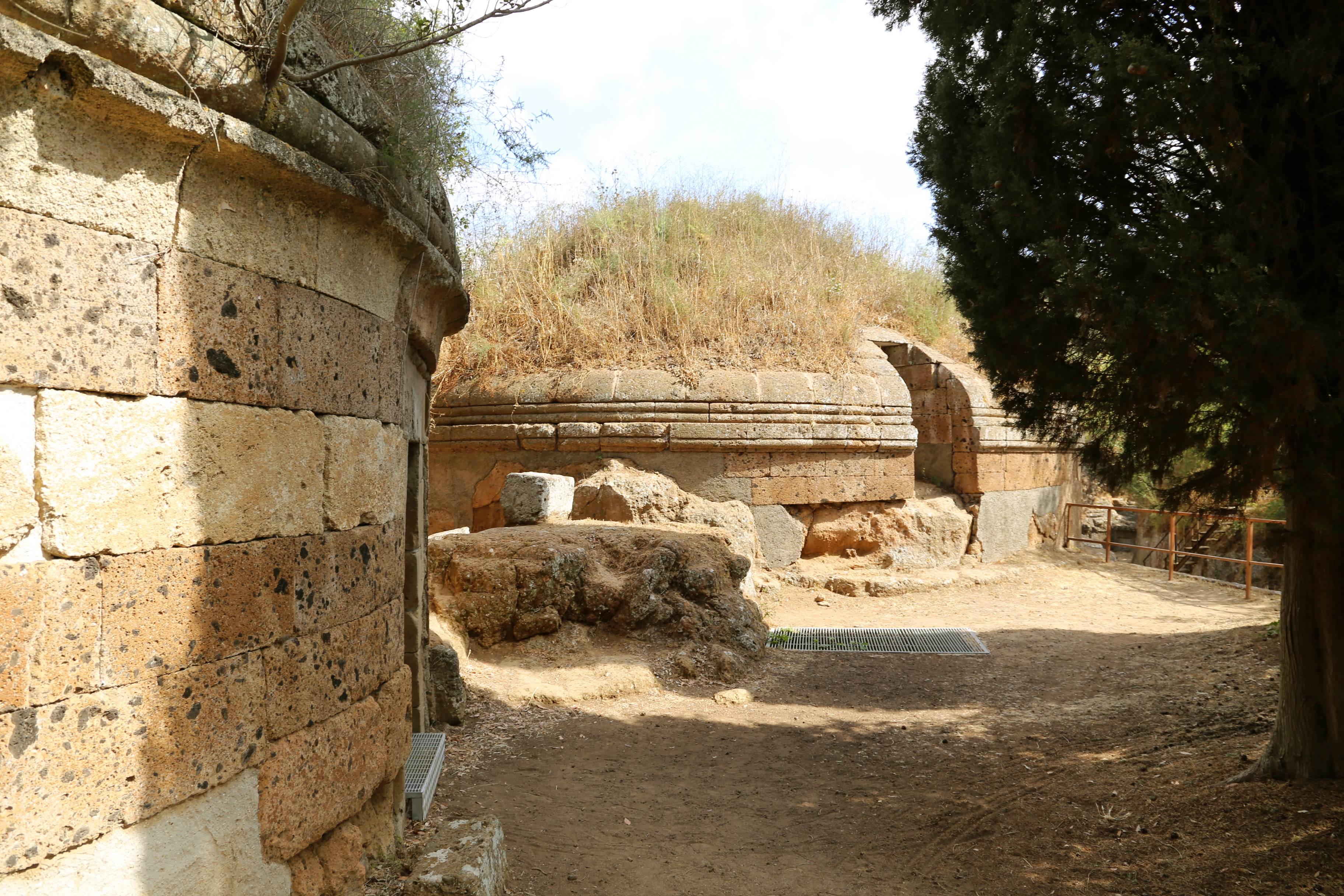
Banditaccia-Nekropole von Cerveteri

Der Ehegatten-Sarkophag wurde 1881 von Domenico Boccanera und seinem Bruder in der Banditaccia-Nekropole von Cerveteri gefunden, dem antiken Caere, etruskisch Caisra. Die Nekropole war damals im Besitz von Francesco Ruspoli, dem 6. Fürsten von Cerveteri. Die Familie Boccanera hatte das Areal gepachtet und Ausgrabungen vorgenommen. Felice Barnabei, der Gründer des Museo Nazionale Etrusco di Villa Giulia in Rom, erkannte die Bedeutung des außergewöhnlichen Fundes und erwarb den Sarkophag, der nur mehr in Fragmenten erhalten war. Der Sarkophag enthielt die Asche zweier Verstorbener und wird auf eine Entstehungszeit um 520 v. Chr. datiert.
Der genaue Fundort des Sarkophags ist nicht dokumentiert, aber die Art des Grabes, das solche Sarkophage beherbergte, ist gut bekannt. Im 6. Jahrhundert v. Chr. errichteten die führenden etruskischen Familien in Cerveteri große Hügelgräber (Tumuli), um ihren Reichtum und ihren sozialen Status hervorzuheben. Jeder Grabhügel bedeckte ein oder mehrere Mehrkammergräber, die aus dem lokalen Tuffstein herausgehauen worden waren. Die Gräber wurden in regelmäßiger Weise in einem Straßennetz von über 200 Hektar Größe angeordnet.

## Hintergrund
In der etruskischen Kultur wurde zu dieser Zeit überwiegend Feuerbestattung praktiziert, so dass sich in dem Sarkophag mit großer Wahrscheinlichkeit die Asche der Verstorbenen befunden hat. Insofern ist die Bezeichnung als Sarkophag nicht ganz zutreffend, da man einen Behälter, in denen die Asche von Verstorbenen nach einer Feuerbestattung aufbewahrt wird, als Bestattungsurne bezeichnet. Ein Sarkophag hingegen dient der Bestattung eines Leichnams.
Die Frau scheint mit der rechten Hand einen Gegenstand gehalten zu haben, wahrscheinlich ein Gefäß, aus dem sie Parfüm in die ausgestreckte Hand des Mannes gießen wollte. In ihrer linken Hand reicht sie einen kleinen runden Gegenstand dar, der auch nicht mehr erhalten ist, vielleicht einen Granatapfel, ein in der Antike verbreitetes Symbol der Unsterblichkeit. Der Mann könnte mit seiner rechten Hand ein Ei oder einen Weinbecher empor gehoben haben. Da es sich um eine Grabplastik handelt, kann man davon ausgehen, dass diese Handlungen Bestandteile des etruskischen Bestattungsrituals waren.
Die Darstellung der Gesichter sowie die Form der Füße des Bettes zeigen griechische Einflüsse. Der deutliche Kontrast zwischen den voluminösen Oberkörpern und den abgeflachten Beinen ist jedoch typisch etruskisch. In der etruskischen Grabplastik konzentrierte sich das Interesse auf die obere Hälfte der Figuren, insbesondere auf die lebendigen Gesichter und gestikulierenden Arme. Auch für die offen zur Schau gestellte Zuneigung zwischen den Eheleuten gibt es keine Parallele in der griechischen Kunst.

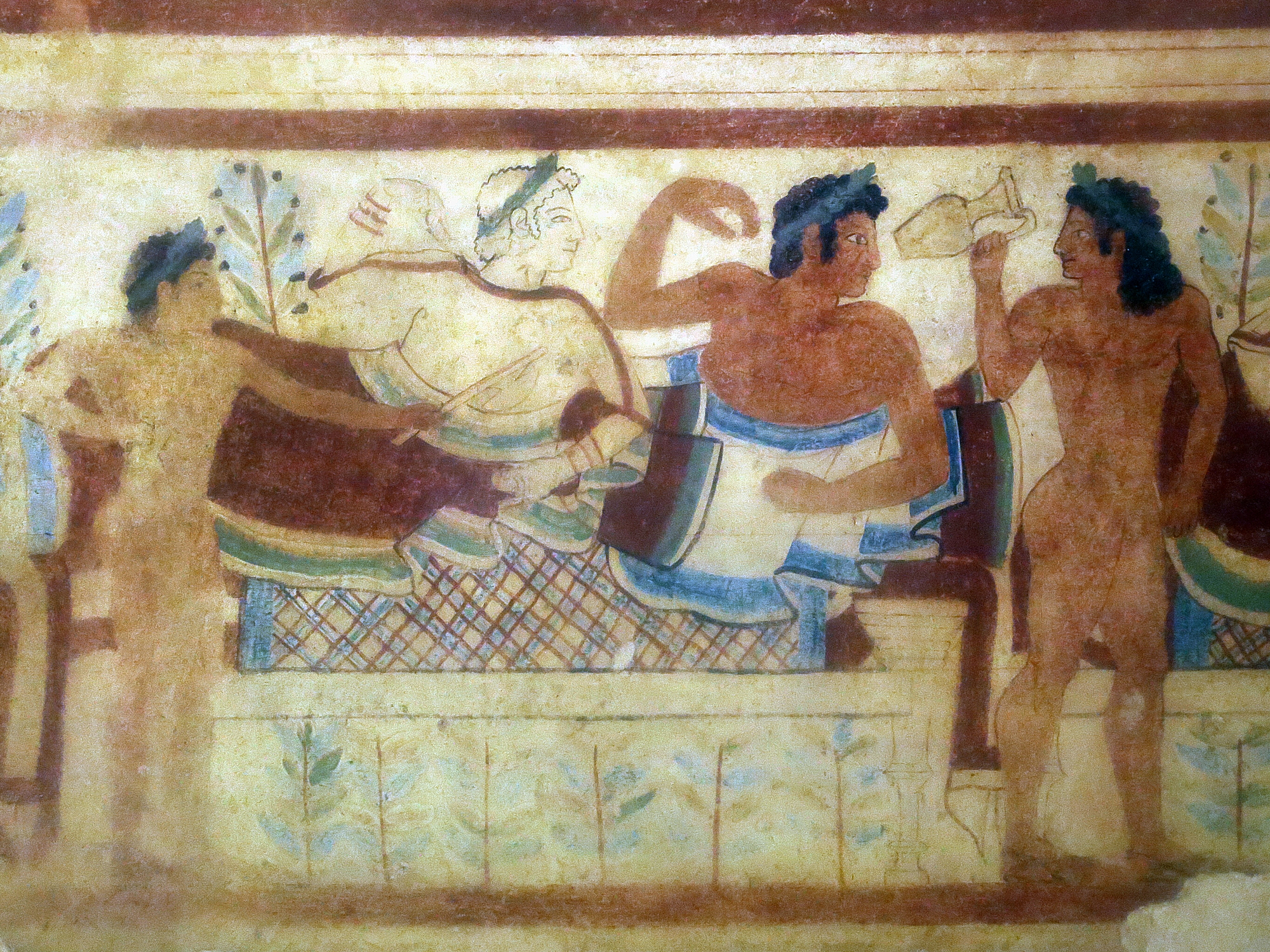
Grabmalerei mit dem Bankett im Jenseits

Die Darstellung von Ehegatten oder Einzelpersonen in halb aufgerichteter Haltung auf dem Deckel eines Sarkophags ist eine genuin etruskische Errungenschaft. Es soll die Verstorbenen bei einem Bankett im Jenseits zeigen. Dieses Bankett im Jenseits war ein immer wiederkehrendes Thema in der etruskischen Grabkunst. Die Sitte des Banketts, bei dem sich die Beteiligten auf Klinen niederließen und halb liegend Mahlzeiten zu sich nahmen, hatten die Etrusker von den Griechen als Zeichen wirtschaftlicher und sozialer Distinktion übernommen. 
Allerdings war bei den Griechen die Teilnahme an Banketten den Männern vorbehalten. Der Sarkophag reflektiert insofern die besondere Rolle der etruskischen Frau, die im Gegensatz zu anderen antiken Kulturen einen wichtigen Platz in der Gesellschaft innehatte. Hier ist sie an der Seite ihres Mannes in großer gegenseitiger Zuneigung dargestellt, mit gleichwertiger Proportion und Körperhaltung. Mit der Eleganz ihrer Kleidung und der Wirkung ihrer Gesten scheint die weibliche Figur die Szene sogar zu dominieren und die ganze Aufmerksamkeit auf sich zu ziehen.
Der Ehegatten-Sarkophag ist ein Meisterwerk der Terrakotta-Plastik. In der Kunst des archaischen Etruriens spielte die bemalte Terrakotta-Skulptur eine bedeutende Rolle. Terrakotta war der Standard für die Dekoration der Aufbauten etruskischer Tempel und die Werkstätten, die diese Skulpturen herstellten, zeigten oft ein hohes technisches Niveau. Dies ist auch darauf zurückzuführen, dass im archaischen Italien Marmor noch nicht zur Verfügung stand und sich die Etrusker auf die Herstellung und Bearbeitung von Terrakotta spezialisiert hatten.
Die Ausgestaltung der Figuren zeigt das Bewusstsein des Künstlers für die mediterranen Stilnormen, da die Physiognomie einen ionischen Einfluss widerspiegelt. Die abgerundeten, ruhigen Gesichter und die Behandlung der Frisuren hätten zum  zeitgenössischen griechischen Stil gepasst. Die Pose der Figuren, die Gliedmaßen und ihre ausgestreckten Finger und Zehen spiegeln jedoch die lokale Praxis in Etrurien wider. Der Künstler war sich der mediterranen Trends bewusst und bediente gleichzeitig ein lokales Publikum. Zwar kann man den Auftraggeber des Sarkophags nicht identifizieren, aber es ist davon auszugehen, dass er der aristokratischen Oberschicht von Caere angehörte und Mitglied einer bedeutenden Familie war.

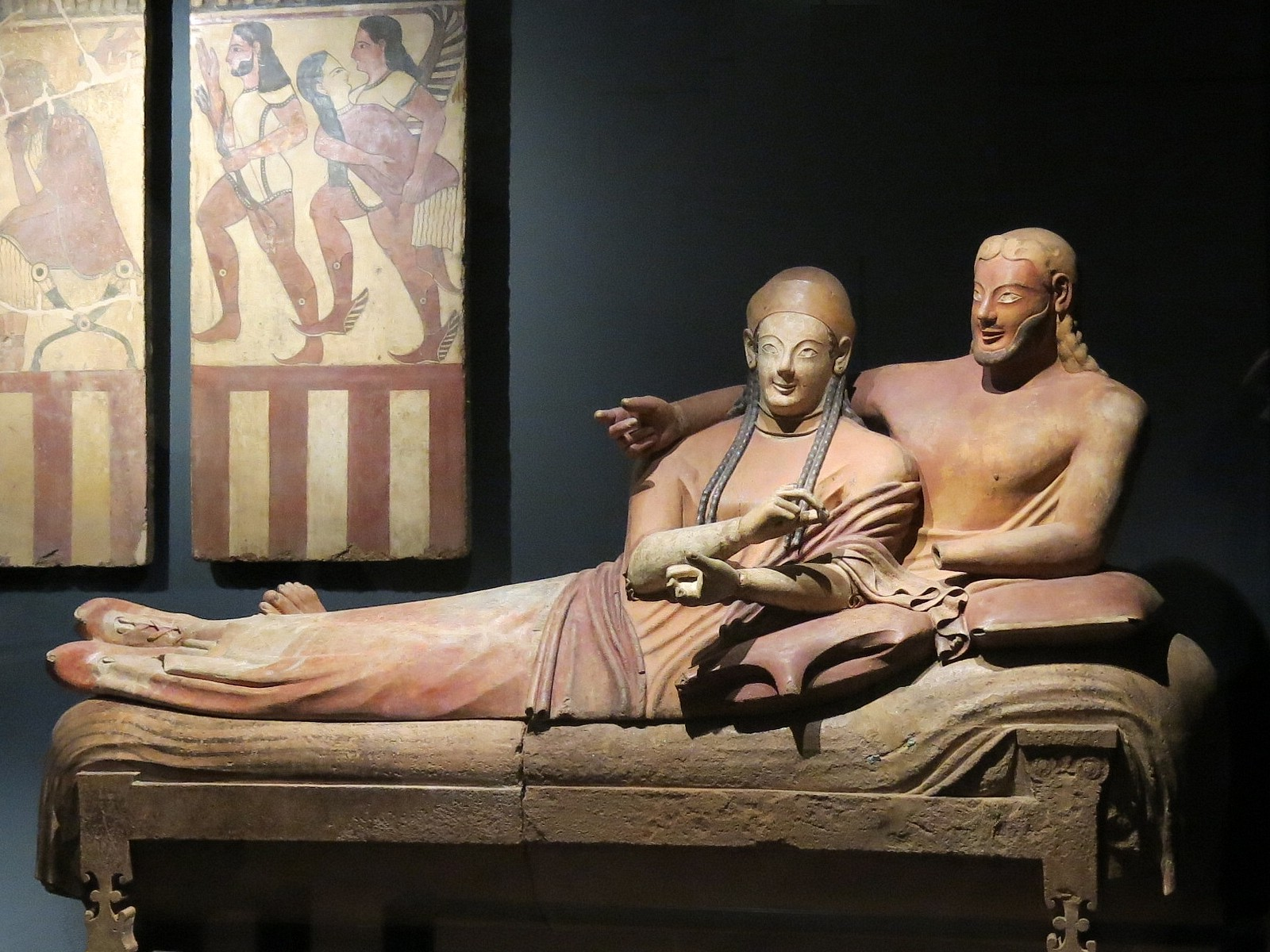
Der Ehegatten-Sarkophag aus dem Louvre

Mitte des 6. Jahrhunderts hatten etruskische Bildhauer ihre Unabhängigkeit von ihren griechischen Vorbildern erlangt. Der neu entwickelte Stil zeigt sich in zahlreichen Werken der Grabkunst. Die Darstellung von liegenden Personen gehörte fortan zum festen Bestandteil der aristokratischen Grabausstattung bis zum Ende der etruskischen Kultur. In der Banditaccia-Nekropole von Cerveteri wurde ein ähnlicher Ehegatten-Sarkophag gefunden, der vielleicht aus derselben Werkstatt stammt und heute im Louvre in Paris ausgestellt wird. Diese beiden Grabskulpturen aus Cerveteri zählen hinsichtlich Gestaltung und Verarbeitung zu den kunstgeschichtlich bedeutendsten Werken der etruskischen Kunst.